# نیما سنندجی
نیما سنندجی (انگلیسی: Nima Sanandaji؛ زادهٔ ۳۰ ژوئن ۱۹۸۱) مؤلف، نویسنده، مدرس دانشگاه و دانشمند اهل ایران و مقیم سوئد است.
نیما سنندجی، پژوهشگر اجتماعی و طبیعی ایرانی-سوئدی با گرایش‌های لیبرال-محافظه‌کار و راست میانه است. او مدیرعامل مرکز اروپایی کارآفرینی و اصلاحات سیاسی و دکترای فناوری از دانشگاه کی‌تی‌اچ است. از جمله کارهای او می‌توان به تحقیق در مورد گسترش مشاغل دانش‌محور در اروپا و مددکاری اجتماعی پیشگیرانه اشاره کرد. تا سال ۲۰۲۴، او بیش از ۷۵۰ مقاله علمی مرتبط با اقتصاد، علوم اجتماعی، تاریخ، بیوتکنولوژی، فناوری پلیمر و شیمی فیزیک دارد. او بیش از ۳۰ کتاب در زمینه نوآوری، کارآفرینی، فرصت‌های شغلی زنان، پیشگیری از جرم، مددکاری اجتماعی پیشگیرانه، تاریخ کارآفرینی و کشورهای رفاه شمال اروپا منتشر کرده است.
سنندجی رئیس اندیشکده طرفدار کسب و کار مرکز اروپایی کارآفرینی و اصلاحات سیاسی است. او از بنیانگذاران اندیشکده طرفدار بازار کاپتوس مستقر در استکهلم است که تا سال ۲۰۱۱ چندین سال به عنوان مدیرعامل آن را رهبری کرد. او در دانشگاه صنعتی چالمرز، مؤسسه سلطنتی فناوری و دانشگاه کمبریج در رشته‌های بیوشیمی، شیمی فیزیک و فناوری پلیمر تحقیق کرده و دارای دو مدرک دکترا از مؤسسه سلطنتی فناوری در استکهلم است. او با اندیشکده‌های مختلف لیبرال-محافظه‌کار مانند تیمبرو، مؤسسه امور اقتصادی، مؤسسه کاتو و مرکز مطالعات سیاست همکاری یا مکاتبه داشته است.
ایده او مبنی بر اینکه اقتصاد بازار و یک فرهنگ منحصر به فرد به جای سوسیالیسم، ریشه مدل نوردیک دولت رفاه است، الهام‌بخش فصلی از گزارش اقتصادی رئیس‌جمهور در سال ۲۰۱۹ شد که توسط کاخ سفید ایالات متحده در زمان دولت محافظه‌کار دونالد جی. ترامپ منتشر شد.